# LEGO Lo Hobbit

Logo ufficiale della linea di prodotti

LEGO Lo Hobbit (Lego The Hobbit in inglese) è linea tematica di prodotti LEGO basata sulla trilogia de Lo Hobbit di Peter Jackson, ispirata a sua volta al mondo immaginario della Terra di Mezzo di J. R. R. Tolkien.
I primi set de Lo Hobbit - Un viaggio inaspettato sono stati rilasciati nel mese di dicembre 2012 mentre un anno dopo sono usciti i set del film La desolazione di Smaug. I set dell'ultimo film, Lo Hobbit - La battaglia delle cinque armate sono stati rilasciati il 15 ottobre 2014.

## Lista dei set LEGO
| Nome                         | Numero | Minifigures                                                                                  | Anno          | Pezzi |
| ---------------------------- | ------ | -------------------------------------------------------------------------------------------- | ------------- | ----- |
| Riddles for the Ring         | 79000  | Bilbo Baggins, Gollum                                                                        | dicembre 2012 | 105   |
| Escape from Mirkwood Spiders | 79001  | Legolas, Tauriel, Fili, Kili                                                                 | dicembre 2012 | 298   |
| Attack of the Wargs          | 79002  | Thorin Scudodiquercia, Bifur, Yazneg, Hunter Orcs (due)                                      | dicembre 2012 | 400   |
| An Unexpected Gathering      | 79003  | Bombur, Bofur, Balin, Dwalin, Bilbo, Gandalf                                                 | dicembre 2012 | 652   |
| Barrel Escape                | 79004  | Bilbo, Óin, Glóin, Mirkwood Elf Guard, Mirkwood Elf Chief                                    | dicembre 2012 | 334   |
| The Goblin King Battle       | 79010  | Gandalf, Dori, Nori, Ori, Re dei Goblin, Misty Mountain goblin soldiers (due), goblin scribe | dicembre 2012 | 841   |
| Mirkwood Elf Guard           | 30212  | Mirkwood Elf Guard                                                                           | 2012          | 27    |
| Gandalf at Dol Guldur        | 30213  | Gandalf il Grigio                                                                            | 2012          | 31    |
| Dol Guldur Battle            | 79014  | Gandalf il Grigio, Radagast, Negromante di Dol Guldur, Azog, Orchi di Gundabad (due)         | dicembre 2013 | 797   |
| Mirkwood Elf Army            | 79012  | Thranduil, Mirkwood Elf, Mirkwood Elf Archers (due), Orchi di Gundabad (due)                 | dicembre 2013 | 276   |
| Lake-town Chase              | 79013  | Bilbo, Thorin Scudodiquercia, Bard l'Arciere, Governatore, Guardia di Lake Town              | dicembre 2013 | 470   |
| Dol Guldur Ambush            | 79011  | Beorn, Orchi di Gundabad (due)                                                               | dicembre 2013 | 217   |
| The Battle of Five Armies    | 79017  | Thorin Scudodiquercia, Dáin II Ironfoot, Azog, Legolas, Bard l'Arciere, Orchi (due), Gwaihir | ottobre 2014  | 472   |
| Witch King Battle            | 79015  | Elrond, Galadriel, Re stregone                                                               | ottobre 2014  | 101   |
| Attack on Lake Town          | 79016  | Bard, Tauriel, Bain, Hunter Orcs (due)                                                       | ottobre 2014  | 313   |
| The Lonely Mountain          | 79018  | Bilbo, Dwalin, Balin, Fili, Kili, Smaug                                                      | ottobre 2014  | 866   |

## Videogiochi
- LEGO Lo Hobbit (Lego The Hobbit), sviluppato da Traveller's Tales (2014)